# Gael García Bernal
Gael García Bernal (n. 30 noiembrie 1978, Guadalajara, Jalisco, Mexic) este un actor și director de film, de origine mexicană. 
Și-a început cariera din copilărie, colaborând cu părinții la diverse piese de teatru. La 14 ani, a apărut în mai multe filme de scurt-metraj, printre care și "De tripas, corazón" (1996),  care a fost nominalizat la premiul Oscar, la categoria “Cel mai bun film de scurt-metraj”. 
A studiat actoria la Central School of Speech and Drama din Londra, fiind prima persoană de origine mexicană acceptată la această prestigioasă școală.

## Copilăria
Gael García Bernal s-a născut în Guadalajara, Jalisco, fiind fiul lui Patricia Bernal, actriță și fost model, și José Angel García, actor și director de film. Tatăl său vitreg este Sergio Yazbeck, cu care Patricia Bernal s-a căsătorit când Gael era foarte mic. A început să joace la numai 1 an și și-a petrecut anii adolescenței jucând în telenovele.

## Cariera
García Bernal a jucat în piese de teatru comerciale, bazate pe scene lacrimogene și scenarii ușurele până la vârsta de 19 ani. Atunci a părăsit televiziunea din Mexic pentru a merge să studieze actoria la Central School of Speech and Drama din Londra, devenind astfel primul om de origine mexicană acceptat vreodată la această școală. Gael descrie perioada petrecută la Londra drept “o perioadă care i-a format viața”. Nu s-a gândit niciodată că actoria va fi pentru el mai mult decât un hobby, până în momentul în care a fost contactat de Alejandro Gonzáles Iñárritu, care i-a oferit un rol în "Amores Perros", fiind primul său film care l-a plasat în atenția producătorilor de la Hollywood. La scurtă vreme i-a fost oferit un rol în "Y tu mamá también", alături de bunul său prieten din copilărie, Diego Luna, și un altul în "El crimen del Padre Amaro" (Păcatele părintelui Amaro).
A continuat și munca în teatru. În 2005 a colaborat la opera "Bodas de Sangre" (Nunta însângerată), scrisă de Federico García Lorca, ce a fost jucată la Teatrul Almeida din Londra.
García Bernal a interpretat rolul revoluționarului Che Guevara de două ori; prima dată în 2002, în mini-seria de televiziune "Fidel" și a doua oară, în 2004, în "Diarios de motocicleta" (Jurnal de motocicletă), adaptarea unui jurnal ținut de Ernesto Che Guevara pe când avea 23 de ani, unde a descris călătoriile sale prin America de Sud.
Gael García Bernal a lucrat pentru directori de film celebri, printre care: Pedro Almodóvar, Walter Salles, Alfonso Cuarón, Alejandro Gonzáles Iñárritu și Michael Gondry. Recent a început să accepte și roluri în limba engleză, printre care: "The Science of Sleep" (Știința somnului), "Babel" și "The King" (Regele), pentru care a primit numeroase critici pozitive.
A fost nominalizat la Premiile BAFTA pentru "Cea mai bună interpretare a unui actor în rol principal" pentru "Diarios de una motocilceta", și în 2006, a fost nominalizat la Orange Rising Star, premiu ce recompensează noile talente apărute în industria filmului..
A fost director de film pentru "Déficit", lansat în 2007.
În 2008 a făcut parte din distribuția filmului "Blindness" (Alb orbitor), o adaptare a nuvelei cu același nume scrisă de José Saramago, despre o epidemie de orbire cu care se confruntă societatea.

## Viața personală
Gael a fost crescut de mamă și de tatăl său vitreg, fotograful Sergio Yazbek. A studiat la Edon Academy în Mexico City.
Se declară “cultural catolic” și “spiritual agnostic”. Vorbește fluent spaniola și engleza, iar portugheza, franceza și italiana doar la nivel de începător.
García Bernal a format un cuplu cu actrița Natalie Portman din 2003, până în 2004.
Actorul lui preferat este Javier Bardem, iar actrițele preferate Emily Watson și Juliete Binoche.
Pe data de 8 ianuarie 2009, prietena sa, Dolores Fonzi, a dat naștere unui băiat sănătos, primul copil al celor doi, botezat Lázaro.
Cei mai buni prieteni ai lui Gael sunt Diego Luna și Saul Herrera, pe care-i cunoaște de când avea 1 an. Pe Diego Luna l-a cunoscut în copilărie, când părinții lui nu aveau unde să-l lase și-l luau cu ei la teatru. În aceeași situație cu a lui era și Diego Luna, așa că, văzându-se zi de zi, cei doi au legat o prietenie care se păstrează și astăzi. Coincindență sau nu, au devenit tătici pentru prima dată în același an.

## Filmografie
- 2000 Amores Perros, regia: Alejandro González Iñárritu
- 2001 Y tu mamá también, regia: Alfonso Cuarón